# Made Beaver

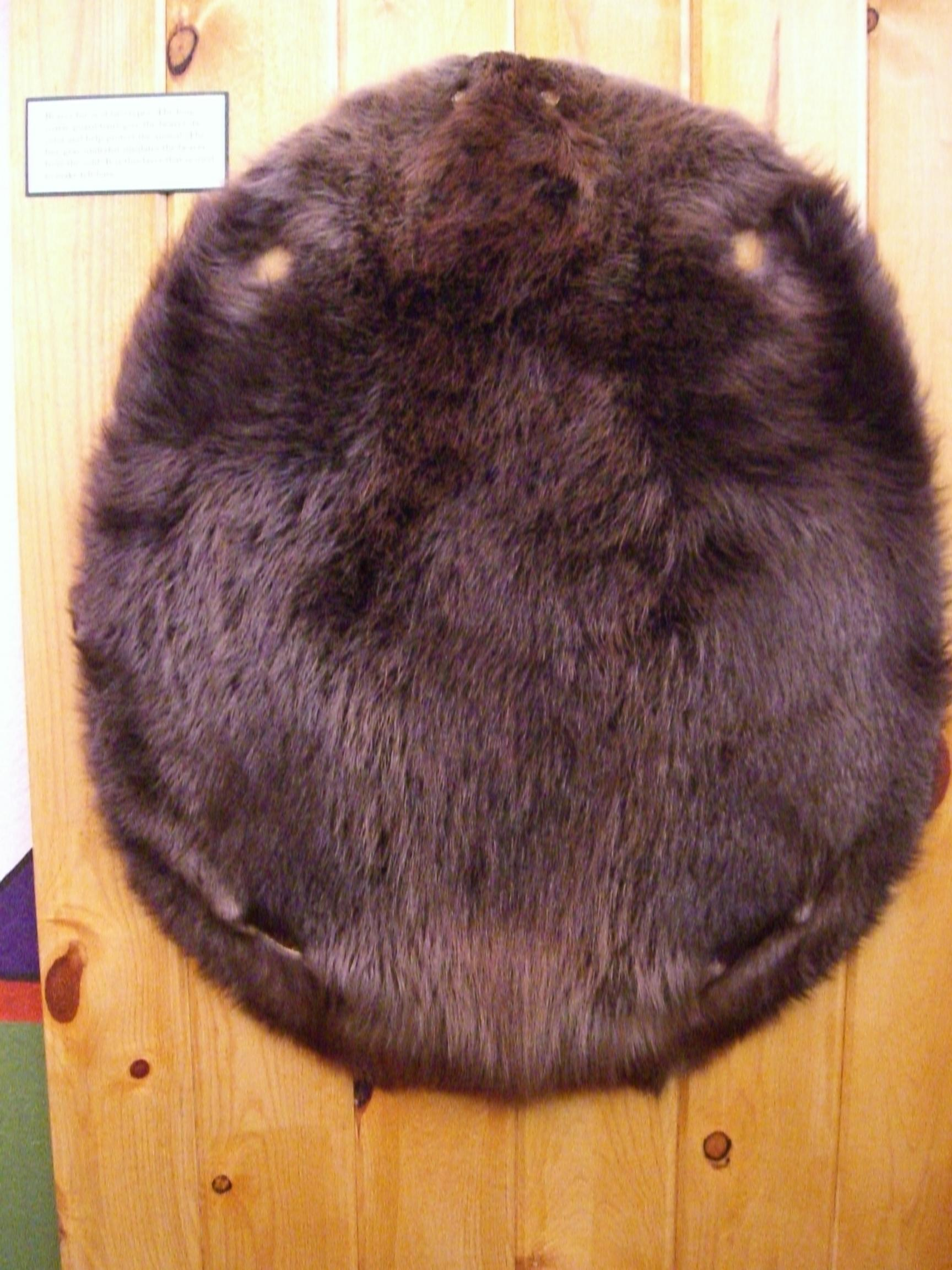
En made beaver som berett skinn var utspänd, torr och redo för att fraktas.

Made Beaver var en värdeenhet som användes av Hudson Bay-kompaniet. Ett prima bäverskinn av god kvalitet värderades till en made beaver och priset på alla handelsvaror som såldes och alla skinn som köptes sattes i made beaver. Under 1800-talet utgav Hudson Bay-kompaniet polletter till ett värde av 1 made beaver och bråkdelar av en sådan. 

## Handelsstandard
Systemet med made beaver tillkom för att Hudson Bay-kompaniet ville ha en likvärdig prissättning (Standard of Trade) för alla sina handelsfaktorier. Innan systemet infördes valde många indianska pälsjägare att sälja sina skinn och hudar vid det faktori som gav bäst, vilket ledde till ojämnheter i tillgång och efterfrågan. Begreppet made beaver betydde ett bäverskinn som redan hade burits åtminstone en säsong och därför redan förlorat de flesta av de långa täckhåren. Detta gjorde att de korta underhåren lätt kunde klippas. Bäverskinn efterfrågades nämligen framförallt för sina underhårs skull vilka användes för att göra filt till filthattar. 

## Utdrag ur prislistan 1733
| Made Beaver | Vara              | Antal/vikt/volym |
| ----------- | ----------------- | ---------------- |
| 1           | Mässingskittel    | 1 stycke         |
| 1           | Filt              | 1 stycke         |
| 1           | Krut              | 1 ½ skålpund     |
| 1           | Hagel             | 5 skålpund       |
| 1           | Brasiliansk tobak | 2 skålpund       |
| 1           | Brandy            | 1 gallon         |
| 1           | Flanell           | 2 yard           |
| 1           | Eldstål           | 4 stycken        |
| 10          | Musköt            | 1 stycke         |
| Källa:      | [ 4 ]             |                  |

## Skinnvärde i Made Beaver 1706
| Made Beaver | Skinn/hudar | Antal/Vikt  |
| ----------- | ----------- | ----------- |
| 1           | Mård        | 4 stycken   |
| 1           | Utter       | 2 stycken   |
| 1           | Rödräv      | 2 stycken   |
| 1           | Järv        | 2 stycken   |
| 1           | Hjort       | 2 stycken   |
| 1           | Lo          | 1 stycke    |
| 1           | Varg        | 1 stycke    |
| 1           | Björnunge   | 1 stycke    |
| 1           | Fjäder      | 10 skålpund |
| 1           | Bävergäll   | 1 skålpund  |
| 2           | Svartbjörn  | 1 stycke    |
| 2           | Älg         | 1 stycke    |
| Källa:      | [ 5 ]       |             |